# Wilhelm Stapel
Pour les articles homonymes, voir Stapel.
Wilhelm Stapel est né le 27 octobre 1882 à Kalbe en province de Saxe mort le 1er juin 1954 à Hambourg. Protestant nationaliste et antisémite notoire, il a été, en tant que théoricien politique, la tête pensante du Cercle de l'Hambourg, un groupe d'intellectuels rangés par Armin Mohler dans le courant de la révolution conservatrice.

## Éléments de biographie
Fils d'un horloger, Wilhelm Stapel fréquente le lycée de Salzwebel avec une interruption pendant laquelle il achève une formation de libraire. Après son Abitur, il étudie à Göttingen, Munich et Berlin l’Histoire de l'Art, la Philosophie et l'Économie. En 1911 est fait docteur en Histoire de l'Art par Edmund Husserl à l’université de Göttingen à la suite de sa thèse  Le Maître de l’Autel de Salzwedel. Une vue d’ensemble des autels gothiques sculptés du vieux marché.
Les écrits de Friedrich Naumann et Ferdinand Avenarius (de) ont fortement influencés et imprégnés ses prises de position politiques de gauche libérale. À cette époque, il est rédacteur politique dans le journal libéral Stuttgarter Beobachter. En 1911, il prend une position majeure dans le Cercle de Dürer de Ferdinant Avenarius qui le nomme à la rédaction du journal Der Kunstwart (de). Un différend personnel avec Avenarius le contraint à se retirer de ce poste. De 1917 à 1919, il est directeur général du Hamburger Volskheim fondée en 1901 par Walther Classen (de) où étaient proposées des activités et des largement inspirées de l'imagerie populaire. Dans un de ses discours sur L’Éducation populaire bourgeoise qu’il tient en 1917, Stapel développe l’idée d’une séparation théorique du Peuple et de l'État qui restera l'élément programmatique de sa pensée jusqu'à la reconnaissance de la primauté d’Adolf Hitler. Il fut également membre de l'Association Fichte (Fichte-Gesellschaft (de)) qu'il soutint financièrement.
Après la Première Guerre mondiale, il réoriente ses positions politiques et sa vision du monde vers l'antisémitisme et le conservatisme national-allemand. En janvier 1919, il devient rédacteur en chef et éditeur du mensuel Deutsches Volkstum lequel, sous sa direction, devient l'un des organes antisémites majeurs de la république de Weimar,. À cette même époque, Stapel a une influence déterminante sur le "Centre d’Édition Hanséatique" proche de l'"Association d'Aide au Commerce National Allemand".
Paru en 1917, son Éducation bourgeoise populaire se dressait déjà fortement contre « la présence du caractère juif parmi nous » et sera réédité en 1942 sous une forme modifiée sous le titre Volk. Untersuchungen über Volksheit und Volkstum (Peuple. Recherches sur l'âme et la caractéristique d'un peuple). L'antisémitisme pour Stapel n'a rien de négatif, bien au contraire c'est une preuve que l’âme du peuple est encore saine et capable de résistance. En 1922, suit un écrit beaucoup plus vaste Antisémitisme ?. Dans ce travail, il cite à nouveau Hans Günther et en particulier son idée centrale que les Allemands et les Juifs ne sont pas des races mais « des peuples qui ont émergé de plusieurs races ». En conséquence, le terme déterminant chez Stapel n'est pas le concept de race mais celui de "caractère populaire" ("Volkstum") et il interprète le conflit entre les Juifs et les Allemands essentiellement comme un problème d'âmes.
Il est l'un des premiers à utiliser l’idée d'une « symbiose entre Juifs et Allemands » qu'en fait il affirme ne pas être un état souhaitable. D'après Stapel, on ne comprendra pas le combat entre les Juifs et les antisémites si on le voit seulement comme un combat entre individus. Pas plus ne s'agit-il du fait « que certains hommes particuliers ne peuvent pas s’entendre avec d'autres hommes particuliers». Mais il s'agit bien plus d'une contradiction fondamentale entre les caractères des peuples : « les instincts, les talents, la personnalité des peuples se heurte l'un à l'autre ». Ainsi l'antisémitisme allemand et complémentaire d'un antigermanisme juif. Ces oppositions constatées ne signifient aucunement une dévalorisation de la judéité (« Il me viendrait tout aussi peu à l'esprit de considérer les Juifs en tant que peuple comme de moindre valeur ou comme "mauvais" ». Stapel ainsi met en garde contre les courants radicaux de l'État. Il valorise le sionisme et préconise une distance spirituelle comme mesure de préservation.
Hans Blüher le décrit  comme « l'un des moins véritables antisémites » d'Allemagne. En 1932 Carl von Ossietzky entame une polémique à la publication du recueil d'écrits de Stapel Antisémitisme et antigermanisme (1928) et de La Révolte d'Israël contre les biens chrétiens (1931) de Blüher  qui se réfèrent en partie à Stapel. Bien que Blühers et Stapel s'exprime explicitement contre une résolution violente de la question juive, von Oziedsky les accuse de complaisance avec l'antisémitisme vulgaire : « l'antisémitisme littéraire dirige seulement les armes immatérielles vers le meurtre ».
Bien qu’il  ne fut jamais membre du NSDAP, Wilhelm Stapel se prononce, à partir de 1931, en faveur du national-socialisme qu’il cherche à mettre en accord avec un fondement chrétien-protestant. Après avoir salué la prise de pouvoir des nationaux-socialistes, il est bientôt en conflit avec les nouveaux maîtres. Dès le début 1933, sa position aux Centre d’Édition Hanséatiques est menacés par les attaques d'Alfred Rosenberg. Rudolf Hess soutient pourtant son indépendance. Ainsi en 1936, Walter Frank (de) amène Stapel, qu’il connaissait par le journal Deutsche Volkstum, à sa Section de Recherche de la Question Juive, qui avait été fondée en 1935 par le Reichsinstitut für Geschichte des Neuen Deutschlands (de) (Institut de Reich pour l'histoire de la nouvelle Allemagne) dans le but de donner une assise scientifique à l'antisémitisme. C'est dans ce contexte que se tient le travail de 1937 sur La Domination littéraire des juifs 1918-1933.
Sur la question de l'antisémitisme, le national-socialisme connaissait des courants concurrents. La Section de Recherche sur la Question Juive était un concurrent direct de l'Institut pour la Recherche sur la Question Juive, d'Alfred Rosenberg. Dans la publication SS, Das Schwarze Korps et dans d'autres journaux officiels, Stapel était abondamment critiqué. Les pressions ont fini par être si fortes qu'il se retire en 1938 de l'édition du Volkstum. Le journal paraîtra cependant jusqu'à son interdiction définitive en 1941. À partir de ce moment, Stapel fut largement interdit de publication même si, en 1939, il explique sa contribution à l'Institut pour l'Exploration et la Mise à l’Écart de l'Influence Juive sur la Vie de l'Église Allemande.
Parmi ses œuvres les plus connues, on retiendra ses polémiques satiriques qui ont été rassemblées dans les volumes de Lessive Littéraire (1930 illustrée par Paul Weber) et Stapelleinen de 1939. Stapel chérissait particulièrement ses traductions en allemand commun par exemple du Parsifal de Wolfram von Eschenbach, de Heliand et de la Critique de la raison pure de Kant.
Après la fin de la guerre, beaucoup de ses écrits d'après 1928 furent classés dans la liste de littérature interdite de la zone d'occupation soviétique. En RDA, on y ajouta son Antisémitisme de 1922.

### Littérature
- Anatomie de la Révolution conservatrice allemande, Stefan Breuer, Édition de la Maison des Sciences de l'Homme, Paris
- La Révolution conservatrice dans l'Allemagne de Weimar, Collectif (dir. Louis Dupreux), Édition Kimé.
- Heinrich Keßler, Wilhelm Stapel als politischer Publizist, Ein Beitrag zur Geschichte des konservativen Nationalismus zwischen den beiden Weltkriegen, Erlangen, 1967
- Ascan Gossler, Theologischer Nationalismus und völkischer Antisemitismus. Wilhelm Stapel und die „konservative Revolution“ in Hamburg, Hamburg, 1997
  - dsb.: Publizistik und konservative Revolution: das "Deutsche Volkstum" als Organ des Rechtsintellektualismus 1918 – 1933, Lit, Münster, 2001
- Helmut Thomke, Politik und Christentum bei Wilhelm Stapel, Mainz, 1973
- Oliver Schmalz, Kirchenpolitik unter dem Vorzeichen der Volksnomoslehre. Wilhelm Stapel im Dritten Reich, Frankfurt, 2004
- Roland Kurz, Nationalprotestantisches Denken in der Weimarer Republik, Gütersloh, 2007

### Œuvres choisies
- Avenarius-Buch, 1916
- Die Fiktionen der Weimarer Verfassung, 1928
- Antisemitismus und Antigermanismus, 1928
- Literatenwäsche, 1930
- Sechs Kapitel über Christentum und Nationalsozialismus, 1931
- Der christliche Staatsmann: Eine Theologie des Nationalismus, 1932
- Das Gesetz unseres Lebens. Hanseatische, Hamburg, 1939
- Comme éditeur avec Albrecht Erich Günther: Deutsches Volkstum, Zeitschrift.

### Comme traducteur
- Der Heliand, Carl Hanser Verlag, ASIN: B00318ALA2, München, 1953.
- Parzival. Von Wolfram von Eschenbach, übertragen von Wilhelm Stapel, Ullstein-Verlag,  (ISBN 9783548239088), 1996.
- Kants Kritik der reinen Vernunft ins Gemeindeutsche übersetzt, 2 Bände (1919/1921).